# Castell de Sapeira
El  Castell de Sapeira era el castell medieval, d'època romànica, del poble de Sapeira, pertanyent al terme municipal de Tremp, dins de l'antic terme de Sapeira. Era situat darrere de l'actual església parroquial, les dependències de la qual ocupen el seu espai i n'aprofiten les pedres.
El castell de Sapeira no pertany als castells primerencs sorgits abans de l'any 1000, sinó que és un castell ja clarament d'origen feudal, tardà, doncs. Es degué construir a partir de mitjan segle xi, en el marc de les disputes i lluites, de vegades amb molta violència, entre les dues branques dels comtes de Pallars, que dugueren a la divisió en dos del comtat: comtat de Pallars Jussà i comtat de Pallars Sobirà. Degué substituir com a centre neuràlgic d'aquell territori l'antic pagus d'Orrit, per la qual cosa aquest altre castell degué perdre importància.
A partir de la meitat del segle xi és ja documentat, en tots els documents de les convinences que dibuixaren el territori del comtat de Pallars Jussà, al qual sempre pertangué. La família Sapeira, senyors d'aquest castell i territori, van tenir un paper rellevant en els afers polítics de l'època: Pere Guiu de Sapeira és un dels que juren pau i treva, amb altres nobles pallaresos, a principis del segle xii. A més, diferents branques de la mateixa família dominaven altres castells propers, com el de Castellet.
El mateix Pere Guiu de Sapeira apareix en tots els litigis que hi hagué amb el bisbe de Roda. En efecte, el bisbe Ramon Dalmau sortí en defensa dels béns que el monestir d'Alaó, en franca decadència, tenia al lloc, de les rendes dels quals s'havien apropiat els castlans de Sapeira. L'afer es complicà amb tot de donacions fetes el 1083 al monestir de Gerri de la Sal; els litigis continuaren temps, amb intervenció fins i tot del rei de Ribagorça en defensa dels interessos del seu bisbe. Això feu que els castlans de Sapeira decidissin la donació de Santa Maria de Sapeira al bisbat d'Urgell, tot i la llunyania de la seu d'aquell bisbat.
Al segle xii, el senyoriu de Sapeira passà a mans dels Erill, i es mantingué almenys fins al segle xv lligat a aquesta família. En el fogatjament del 1381, s'esmenta que Sapeira és d'Arnau d'Erill.
Un document de principis d'aquest mateix segle fa constar que el castell de Sapeira és donat a Guerau Alemany per part de Ferran d'Antequera, però és possible que fos una donació circumstancial, fruit del posicionament de les diferents parts davant de la guerra civil protagonitzada per Jaume d'Urgell contra els Trastamara.
Actualment en queden poques restes, del castell: les pedres foren aprofitades per la parròquia, per a bastir part de les seves dependències, i el que es pot observar més clarament avui és l'aljub excavat a la roca que dona nom al poble, així com tot de forats a la mateixa roca, que degueren servir per a una torre de guaita de fusta.